# Шустер, Карл Георг
Карл Георг Шустер (нем. Karlgeorg Schuster; 19 августа 1886 — 16 июня 1973) — немецкий военно-морской деятель; адмирал (1940).
Участник Первой мировой войны. Кавалер Железного креста 1-го и 2-го классов. С 27 сентября 1933 года — командир линкора «Шлезвиг-Гольштейн».
С 3 апреля 1941 года — адмирал на Юго-Востоке; позднее под его руководством было сформировано Командование группы ВМС «Юг».
С 20 марта 1943 года уволен с должности и переведён в резерв, но уже 1 июля назначен начальником Военно-исторического отдела ОКМ. Оставался на этом посту до 8 апреля 1945 года.
После войны арестован союзниками и помещён в лагерь для военнопленных. 23 мая 1947 года освобождён.

## Награды
- Железный крест (1914) 2-го и 1-го класса (Королевство Пруссия)
- Королевский орден Дома Гогенцоллернов рыцарский крест с мечами (Королевство Пруссия)
- Нагрудный знак подводника[нем.] (1918)
- Ганзейский крест Любека
- Орден Османие 4-го класса (Османская империя)
- Почётный крест Первой мировой войны 1914/1918 с мечами
- Пряжка к Железному кресту 2-го и 1-го класса
- Немецкий крест в золоте (19 февраля 1943)